# トールボーイ型

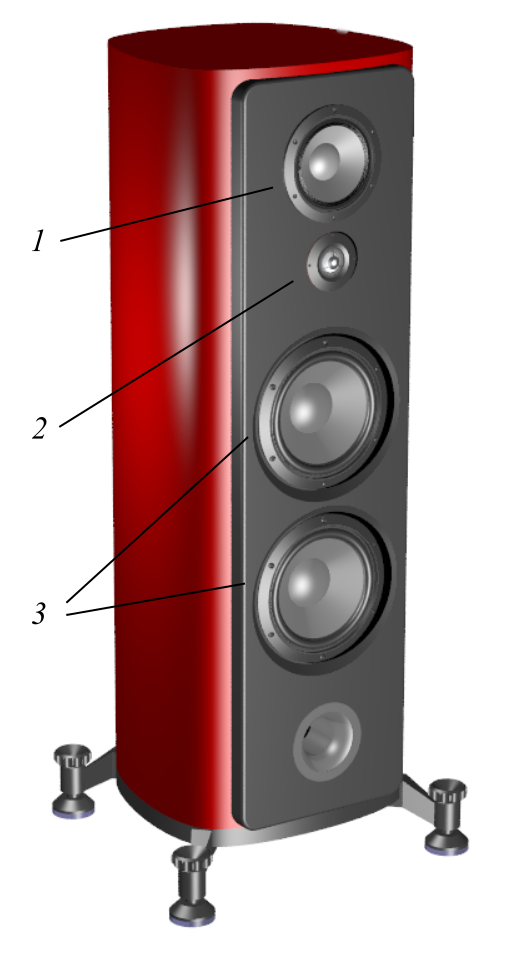
縦に長いトールボーイ型スピーカー
上から順に1. スコーカー、2. ツイーター、3. ウーファー、一番下の穴はバスレフポート。

トールボーイ型は、スピーカーシステムのエンクロージャー形状の一種。全高が高く底面積が小さいフロア型スピーカーシステムの通称。

## 概要
トールボーイ型のスピーカーとは、背が高く、幅の狭いエンクロージャを持つスピーカーである。脚台があって床置き出来るものが多いので、その意味ではフロア型であるが、従来のフロア型がそれなりの幅と奥行きのある大きなものであるのに対して、箱よりは棒に近い外見を持つものをこう呼ぶ。
この型に近い外見を持つものは古くからあるが、流行するようになったのは2000年頃以降である。参考文献に示した成美堂の本では1995年のそれでは、この型に類するものはほとんど紹介されていないが、2000年のそれでは低価格帯より多くのシステムが紹介されており、2009年のそれでははっきりと一つのジャンルとして明示され、小型、大型と並んで紹介されている。

## その効能
AV（オーディオ・ビジュアル）時代になり、従来の大型フロア型や大型ブックシェルフ型に替わって、2000年代では主流となっている。幅や奥行きが小さい分、全高を高くして容積を稼いでおり、ウーファーも8～16センチ程度の比較的小口径のものが使われ、等価的に大口径に匹敵する特性を得るためにウーファーをダブル駆動あるいはクワッド駆動しているものもある。大型テレビとのマッチングもよく、インテリア性や設置性も優れ、小口径の割に低音域特性がよい。もう一つの特徴としては、設計上バイワイヤリング接続にも対応している。小型スピーカーではサイズの関係上、どうしてもシングルワイヤリング接続にならざるを得ず、高域部分と低域部分の信号が干渉し合うことになる。しかし、トールボーイ型では、高域部分と低域部分の信号をバイワイヤリング接続することによって、音声信号の分離出力が可能となるため、互いの信号が干渉しないクリアな音質が得られる。
しかし、縦長の形状のため、低音域の最低共振周波数付近で共鳴を起こしやすく、ブーミーになりやすい欠点もある。
別の視点からは、小型スピーカーの進歩がトールボーイ型の流行の元となったという説もある。小型スピーカーは一般に大型のそれより劣る面が多いと思われがちであるが、たとえばその小ささはステレオ再生の上では大きな利点でもあり得る。そのため近年の技術的な進歩によって、小型スピーカーでも優れたものが数多く出るようになった。しかし、以下のような点が問題となる。
一つは必然的にスピーカーをある程度の高さまで持ち上げなければならないこと、また良好な再生のためにはその周囲を大きく開ける必要があることである。つまり家具の上に（直接）置くような方法ではその性能を発揮することができず、開けた床の上にスピーカースタンドを置いて、その上に設置することが求められる。そのためにスピーカー本体は小型でも、高価なスタンドを要し、またその下や周囲がデッドスペースとなってしまう。もう一つは、低音再生のためにはやはりエンクロージャの体積が大きい方が有利であることである。この両者を解決する方法として、スタンドのあるべき空間までエンクロージャを延長してしまったのがトールボーイ型である。実際、優秀な小型スピーカを販売しているところは、その兄弟機としてそのまま下にエンクロージャを延長したようなトールボーイ型を販売しているところが多い。

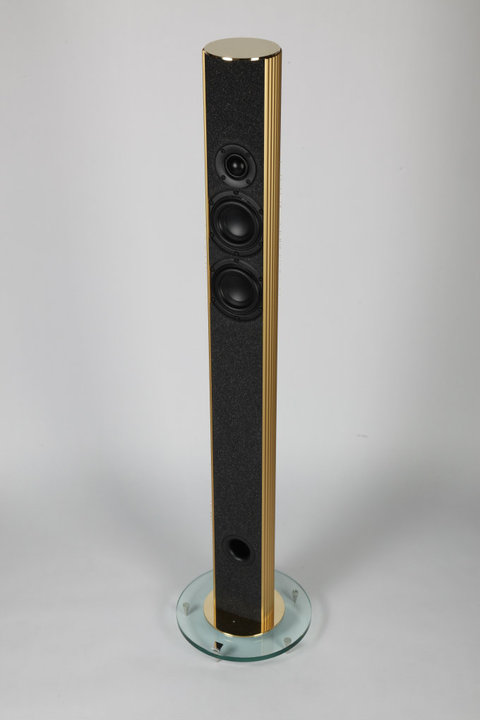
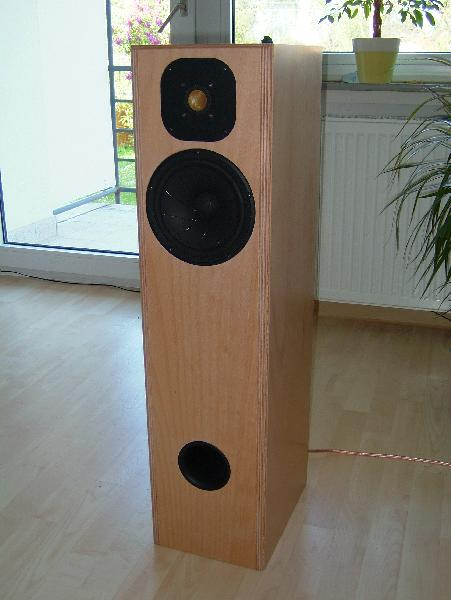